# Немахо (округ, Канзас)
Немахо, также Не́маха (англ. Nemaha County; стандартное обозначение NM) — округ в штате Канзас, США. Официально образован 25 августа 1855 года. По состоянию на 2010 год, численность населения составляла 10 178 человек.

## География
По данным Бюро переписи США, общая площадь округа равняется 1 862,212 км2, из которых 1 857,032 км2 суша и 5,180 км2 или 0,300 % это водоёмы.

## Население
По данным переписи населения 2000 года в округе проживает 10 717 жителей в составе 3 959 домашних хозяйств и 2 763 семей. Плотность населения составляет 6,00 человек на км2. На территории округа насчитывается 4 340 жилых строений, при плотности застройки около 2,00-х строений на км2. Расовый состав населения: белые — 98,35 %, афроамериканцы — 0,49 %, коренные американцы (индейцы) — 0,23 %, азиаты — 0,10 %, гавайцы — 0,06 %, представители других рас — 0,17 %, представители двух или более рас — 0,60 %. Испаноязычные составляли 0,71 % населения независимо от расы.
В составе 34,00 % из общего числа домашних хозяйств проживают дети в возрасте до 18 лет, 61,90 % домашних хозяйств представляют собой супружеские пары проживающие вместе, 5,10 % домашних хозяйств представляют собой одиноких женщин без супруга, 30,20 % домашних хозяйств не имеют отношения к семьям, 28,00 % домашних хозяйств состоят из одного человека, 16,00 % домашних хозяйств состоят из престарелых (65 лет и старше), проживающих в одиночестве. Средний размер домашнего хозяйства составляет 2,58 человека, и средний размер семьи 3,20 человека.
Возрастной состав округа: 28,50 % моложе 18 лет, 6,00 % от 18 до 24, 24,10 % от 25 до 44, 19,40 % от 45 до 64 и 19,40 % от 65 и старше. Средний возраст жителя округа 39 лет. На каждые 100 женщин приходится 97,00 мужчин. На каждые 100 женщин старше 18 лет приходится 95,10 мужчин.
Средний доход на домохозяйство в округе составлял 34 296 USD, на семью — 41 838 USD. Среднестатистический заработок мужчины был 28 879 USD против 19 340 USD для женщины. Доход на душу населения составлял 17 121 USD. Около 6,50 % семей и 9,10 % общего населения находились ниже черты бедности, в том числе — 9,90 % молодёжи (тех, кому ещё не исполнилось 18 лет) и 8,50 % тех, кому было уже больше 65 лет.